# Vídua funesta
La vídua funesta (Vidua funerea) és un ocell de la família dels viduids (Viduidae).

## Hàbitat i distribució
Habita la sabana humida del sud-oest de Mali, Sierra Leone, Nigèria, Camerun, República Centreafricana, sud, est i nord-est de la República Democràtica del Congo, est de Sudan del Sud i sud-est de Kenya, cap al sud, a través de l'est, centre i sud de Tanzània, Zimbabwe, nord-est de Botswana, centre i nod d'Angola, extrem nord-est de Namíbia i Moçambic fins Sud-àfrica.